# Туя-Муюнский радиевый рудник
Туя-Муюнский радиевый рудник — единственное в Российской империи и первое в СССР предприятие по добыче урановой руды.

## Описание
Находится в Ферганской долине, во время разработки относился к территории Мархаматского района Андижанской области Узбекистана (современная Киргизия).
Закрыт по причине истощения месторождения в 1954 году.
Месторождение Тюя-Муюн карстового происхождения, руды сложены вторичными урановыми минералами, а вмещающие породы представлены известняками. Его связь с гранитами носит сугубо гипотетический характер. Исторически на этом месте добывали медную руду, до разработок XX века здесь располагалась древняя шахта. Медь здесь добывали местные жители; однако, в средние века рудник активно разрабатывался китайцами.

## История
Спустя четверть века после завоевания Кокандского ханства Российской империей, в 1899 году в его бывших владениях была построена Среднеазиатская железная дорога. Вдоль трассы дороги проводились геологические изыскания, в том числе: юристом и предпринимателем В. А. Спечевым была сделана заявка на рудное месторождение Туя-Муюн как на залежь медных руд. Месторождение было обнаружено при помощи местных жителей, В. А. Спечев собрал на этом месте образцы руд, среди которых были урановые минералы. Родственники Спечева доставили образцы в Ташкент и вручили их командированному в Туркестан химику Геологического комитета Б. Г. Карпову. Карпов доставил эти образцы в Санкт-Петербург.

В металлургической лаборатории столичного Технологического института профессор И. А. Антипов и Б. Г. Карпов провели исследования руды. И. А. Антипов обнаружил налёты чешуйчатого сложения из хальколита или медного уранита в двух образцах кальцита, со своей стороны Б. Г. Карпов определил наличие урана в образцах аналитическим путём. И. А. Антипов выступил на заседании Петербургского минералогического общества в 1900 года с описанием этого открытия:
«До сих пор урановые соединения встречались в России как величайшая редкость. Минерал, доставленный Карповым, в практическом отношении представляет интерес как богатая урановая руда»
В 1904 году Х. И. Антунович начал разведочные работы на месторождении, они увенчались успехом и в 1907 году он организовал частное предприятие «Ферганское общество для добычи редких металлов», которое в том же году добыло первую руду. В 1908 году обществом в Санкт-Петербурге был запущен пробный завод для переработки уранованадиевой руды этого месторождения, который проработал до 1913 года. За время работы Ферганского общества было добыто 820 т руды, из них 655 т вывезено в Петербург и переработано на препараты урана и ванадия. Химик-минералог К. А. Ненадкевич в 1908—1910 и в 1912 годах исследовал месторождение. Он показал в своих работах, что основным носителем урана является водный уранилванадат кальция, CaO⋅2UO3⋅V2O5⋅8H2O и предложил называть этот минерал тюямунитом. В 1910 г. Туя-Муюнским месторождением заинтересовался академик В. И. Вернадский.

### 1913 год
14 ноября 1913 года в Москве, в доме П. П. Рябушинского состоялось многолюдное собрание, на котором представители капитала встретились с представителями науки — такими, как В. И. Снегирев, А. А. Мануилов, В. И. Вернадский, минералог Я. В. Самойлов, геолог В. Д. Соколов, директор коммерческаго института П. И. Новгородцев, химик Н. А. Шилов и др. Открывая собрание, П. П. Рябушинский попросил ученых познакомить присутствующих с положением вопроса о поисках радия в России. Тогда В. И. Вернадский сделал доклад о рудах, содержащих радий и торий, и местах их нахождения. Он упомянул, что главным мировым источником радия в настоящее время является рудник Яхимов в Чехии, принадлежащий австрийскому правительству; в нём ежегодно добывается около 20 тонн урановой смоляной руды, которая ещё сравнительно недавно выбрасывалась в отвал — а теперь ценится почти на вес золота; в килограмме этой руды в среднем содержится около 1/3 миллиграмма радия. Найденные в России, главным образом благодаря поискам, организованным Академией наук и руководимым Вернадским, месторождения радия заслуживают серьёзного внимания, но и они ещё не выяснены вполне. В числе прочих, Вернадский назвал и Туя-Муюн.
В том же 1913 году был составлен план дальнейшей разработки Туя-Муюнского месторождения, было создано «Международное акционерное общество для извлечения туркестанского радия», штаб-квартира которого разместилась в Берлине. Однако, реальная добыча руды этим предприятием так и не была начата до 28 июля 1914 года, когда вспыхнула Первая мировая война.

### Первая мировая война
Последние дореволюционные исследования месторождения были проведены в 1914—1916 годах. В 1914 году в Ферганской долине работала экспедиция, снаряжённая П. П. Рябушинским, а в 1916 году — экспедиция под руководством академика В. И. Вернадского. В оной экспедиции участвовали адъюнкт-геолог Геологического Комитета Д. И. Мушкетов, студенты Д. В. Наливкин, И. М. Москвин и Е. В. Иванов. Целью работ был поиск аналогичных месторождений, для этого был собран материал для составления карты долины реки Араван, Д. В. Наливкиным определён возраст палеозойских известняков.
В рамках поиска других месторождений этой руды были осмотрены Шам-шали — приток реки Киргиз-ата и ущелье Ак-буры. Поиски были продолжены в Араванской пещере, куда Д. В. Наливкин отправился в сопровождении Л. С. Коловрат-Червинского.
Л. С. Коловрат-Червинский проводил масштабные исследования по выявлению радиоактивности в Ферганской долине, исследуя воду, воздух и образцы. Петрографические и минералогические работы велись В. И. Лучицким и Б. А. Линденером, которые на месте собрали достаточный материал для составления петрографической карты Араванской долины. В итоге, других месторождений не было найдено, но был выявлен целый ряд ответвлений, которые в дальнейшем разрабатывались для получения урановой руды.

### Советский период
В 1921 году И. Я. Башилов на опытном заводе в Бондюжском, ныне Химический завод имени Л. Я. Карпова в Менделеевске, разработал технологию извлечения радия из сложных тюя-муюнских руд и к концу года приступил к внедрению технологии промышленной переработки с получением препаратов радия и урана. В 1922 году, под руководством Башилова и Александрова, был создан радиевый завод, подчинённый недавно созданному Государственному Радиевому Институту.
В 1922 году на Туя-Муюнский радиевый рудник была направлена экспедиция советских властей, в которую входило восемь человек (геологи, минералоги, геохимики), и в том же году началась добыча руды, которая на бричках доставлялась в Федченко (современный город Кува), оттуда железной дорогой до Самары и водным путём по Каме баржами доставлялась в Бондюжский.
С января 1923 года на должность уполномоченного по Тюя-муюнскому радиевому руднику в Ферганской области пришёл С. П. Александров, в том же году рудник перешёл под управление Объединению Бондюжских химических заводов для промышленной эксплуатации.

В 1924 году была организована новая экспедиция по поиску месторождений урана в Средней Азии, которая нашла новые залежи полезных ископаемых, содержащих урановую руду.
В неё входили А. Е. Ферсман, С. П. Александров, А. П. Кириков и Д. И. Щербаков
По состоянию на 1924 год шахта состояла из трёх выработок:
- Жёлтая пещера длиной 16 метров, шириной 8 метров и высотой 8 метров, изначально представляла собой известняковую пещеру, сильно наполненную сталактитами из урановых и ванадиевых соединений.
- Зелёная пещера — глубокое колоколообразное углубление в южной части жёлтой пещеры, все покрытое толстым слоем руды, богатой ванадием (руда зелёного цвета, от этого произошло название).
- Выработки XX века, которые начинались с глубины в 36 метров, которые следуют по длинной извилистой трубке диаметром в 3—4 метра, которая расположена вертикально и имеет винтообразную форму.

Отработка месторождения продолжалась до в 1936 года и была прекращена из-за обилия подземных вод на глубине 220 метров.
8 декабря 1944 года вышло постановление ГКО № ГКО-7102сс/оп «О мероприятиях по обеспечению развития добычи и переработки урановых руд», где указывалось Наркомцветмету до начала 1945 года передать рудник в ведение НКВД СССР.
В 1946 году по указанию Первого главного управления при ГКО рудник снова был запущен, для добычи руды было организовано рудоуправление № 12.
В 1950-х годах месторождение было полностью выработано, и в 1954 году, в связи с тем, что геологами были выявлены новые урановые месторождения, Туя-Муюнский радиевый рудник был ликвидирован, запасы руды
отправлены на Табошарский комбинат для переработки.
В конце 1950-х годов входы в рудник заложены или взорваны, мощность экспозиционной дозы гамма-излучения на отвалах рудника составляет 60-100 мкР/час, максимальный уровень гамма-излучения внутри горных выработок 30 — 40 мкР/час.
Отходы переработки урановой руды также остаются на территории Ферганской долины, они радиоактивны и представляют серьезную угрозу для окружающей среды и населения региона.